# Saint-Julien-le-Roux
 Saint-Julien-le-Roux  là một xã ở tỉnh Ardèche, vùng Rhône-Alpes ở đông nam nước Pháp.